# Пороги (Чехія)
Поро́ги (чеськ. Porohy) — культурно-політичний місячник чеської громадської організації «Українська ініціатива в Чеській Республіці» для Українців у Чехії.

## Місія часопису
Після змін у чеському суспільстві у 1989 році, відродження української діаспори у Чехословаччині й згодом — розділення країни на дві частини, виникла потреба заснувати україномовне видання, яке могло б реагувати на актуальні події в Україні та в Чехії, й виходило б у Празі для українців Чехії — як нащадків попередніх міграційних хвиль, зокрема 20-тих-30-тих років ХХ століття, так і новоприбулих, переважно трудових мігрантів. Тому виникла ідея створення першого україномовного журналу під назвою «Пороги».
Часопис заснований чеською громадською організацією «Українська ініціатива в Чеській Республіці» в 1994 році, аби знайомити Українців Чехії та Словаччини з життям української громади в цих країнах. Згодом часопис став розповсюджуватися лише в Чехії та неперіодично в Україні. Також видання мають змогу читати пасажири деяких автобусних сполучень між Чехією та Україною.
Часопис виходить у паперовому форматі. Дві перші і дві останні сторінки часопису є кольоровими, решта сторінок — чорно-білі. Електронна версія часопису вільно доступна у форматі .pdf на інтернет-сторінках видавця.
До 70 відсотків витрат на видання часопису покривається зі щорічної дотації Міністерства культури Чеської Республіки. Розмір дотації становить 400—700 тисяч крон чеських щороку у рамках Програми підтримки поширення та приймання інформації мовами національних меншин.

## Періодичність та структура видання
Спочатку журнал виходив нерегулярно. Від 2003 до кінця 2009 року — раз на два місяці, переважно на 28-32 сторінках. Редакторами часопису були Лідія Райчинець-Затовканюк (1994—2001), Ленка Кнап (2001—2005), Олекса Лівінський (від 2005 до сьогодні).
У 2011 році журнал змінив дизайн і періодичність видання. Від 1 січня 2011 «Пороги» виходили 24 рази на рік (двічі на місяць) на 12 сторінках. Від 2012 року часопис виходить раз на місяць на 24 сторінках. Часопис дотримується традиційних рубрик — «Хроніка Громади», де коротко повідомляє про поточні події в українському середовищі Чехії, «Празьке Дзеркало», де розповідає про історичні постаті пов'язані з Чехією та Україною, довільна рубрика — «Українська панорама», «Незалежність», де йдеться про актуальні суспільно-політичні події й процеси в Україні, «Четверта Хвиля», яка зосереджується на темі сучасної трудової міграції, й «Калейдоскоп» — тут розповідається про книги, публікуються різні оповідання, рецензії, уривки з книг, подорожні нотатки, інколи гумор й карикатури. Інколи в часописі з'являються рубрики «Наша справа» — розповіді про українців, яким вдалося побудувати гарну кар'єру у Чехії, та «Нашого квіту по всьому світу» — тут розповідається про життя української діаспори в інших країнах. Також у журналі присутня реклама, переважно на останніх кольорових сторінках. У 2011 році було засновано традицію окремого літературного випуску — один або два рази на рік число повністю присвячується поезії, прозі, перекладам, рецензіям, інтерв'ю з письменниками тощо.